# II. János Pál pápa tér (Budapest)
A II. János Pál pápa tér (korábban Köztársaság tér) Budapest VIII. kerületében, a Fiumei út – Népszínház utca – Rákóczi út közötti városrész közepén, a Népszínháznegyedben terül el.

## Története
A terület legkorábbi említésekor, a 18. század második felében egy nagy, a mai Teleki térrel összefüggő állatvásártér részeként volt ismert. A 19. század második feléig neve több változatban is előfordult a forrásokban, többnyire németül, ezek az elnevezések funkciójára utaltak: Heu Markt (Széna piac); Bauer Markt (Paraszt piac); Markt Platz (Piactér), illetve Lóvásár. 1873-tól, Budapest főváros egyesítésétől Új Vásár tér néven szerepelt a térképeken.
1855-1956 között itt létesült Pest első gázgyára, amelynek emlékét a térbe torkolló Légszesz utca neve őrizte meg, és helyén ma is a Nemzeti Közművek egyik központja van A Triesti Általános Osztrák Gáztársulat hozta létre ezt az üzemet világítógáz gyártására a belváros közvilágítása számára. E gyár révén vált a környék a korai munkásmozgalom egyik központjává. Itt volt az első nyilvános fővárosi munkásgyűlés 1869. augusztus 22-én, aminek során az Általános Munkásegylet szervezésében, Táncsics Mihály támogatásával a munkások tiltakoztak a lakbéruzsora ellen, követelték az általános választójog bevezetését, az egyesülési és gyülekezési szabadságot, valamint az állandó hadsereg megszüntetését.
1902-ben a Fővárosi Közmunkák Tanácsa Tisza Kálmán nevét adta a térnek. 1918. november 1-jén az őszirózsás forradalom győzelme alkalmából tömeggyűlést rendeztek itt, amelynek során központi szerepet kapott a szocialista köztársaság követelése. Ennek emlékére kapta 1946-ban a Köztársaság tér nevet, amit egészen 2011-ig megőrzött. A 2010-es kormányváltás utáni közterület-átnevezések során, 2011-ben a tér II. János Pál pápa nevét kapta.

## Legfontosabb épületei
- A tér leghatalmasabb épülete az Erkel Színház, ami 1911-ben épült Népopera néven. 1919 nyarán itt ült össze a Magyarországi Tanácsköztársaság parlamentként funkcionáló szerve, a Tanácsok Országos Gyűlése.
- Történelmi szempontból a tér legnevezetesebb épülete a tér 25. és 27. számú, eredetileg eklektikus lakóházaiból 1940-ben a Volksbund, a második világháború után 1945-ben a Magyar Kommunista Párt, 1948-ban a Magyar Dolgozók Pártja, az 1956-os forradalom után a Magyar Szocialista Munkáspárt, a rendszerváltást követően pedig a Magyar Szocialista Párt részére kijelölt központi irodaépület.[1] Az 1956-os ostrom célpontja volt. 2006 óta üresen és romosan áll, azóta pusztul.
- AZ OTI-házak (14.-15-16.) a három 8-8 emeletes lakóház. 1934-ben épült Országos Társadalombiztosító Intézet (OTI) lakóház-csoportja fontos szerepet tölt be a budapesti építészettörténetben: a sávos beépítés első, és a ’40-es évek közepéig egyedinek tekinthető példája egy modern acélszerkezetes tégla épület. Az épülettömb közel kilencven éves története során számos hírességnek adott otthont. Ahogyan arról a 16. szám alatti épülettömb falán elhelyezett emléktábla is megemlékezik.
- A 20. házszámú épület a Főgáz Zrt. modern központja (volt Józsefvárosi Gázgyár).
- II. János Pál pápa tér metróállomás

## Irodalmi szerepe
- A tér tágabb környéke Mándy Iván számos művének lett a színtere.
- Felbukkan a tér, több jelenet helyszíneként Kondor Vilmos magyar író Budapest novemberben című bűnügyi regényében is.

## Galéria

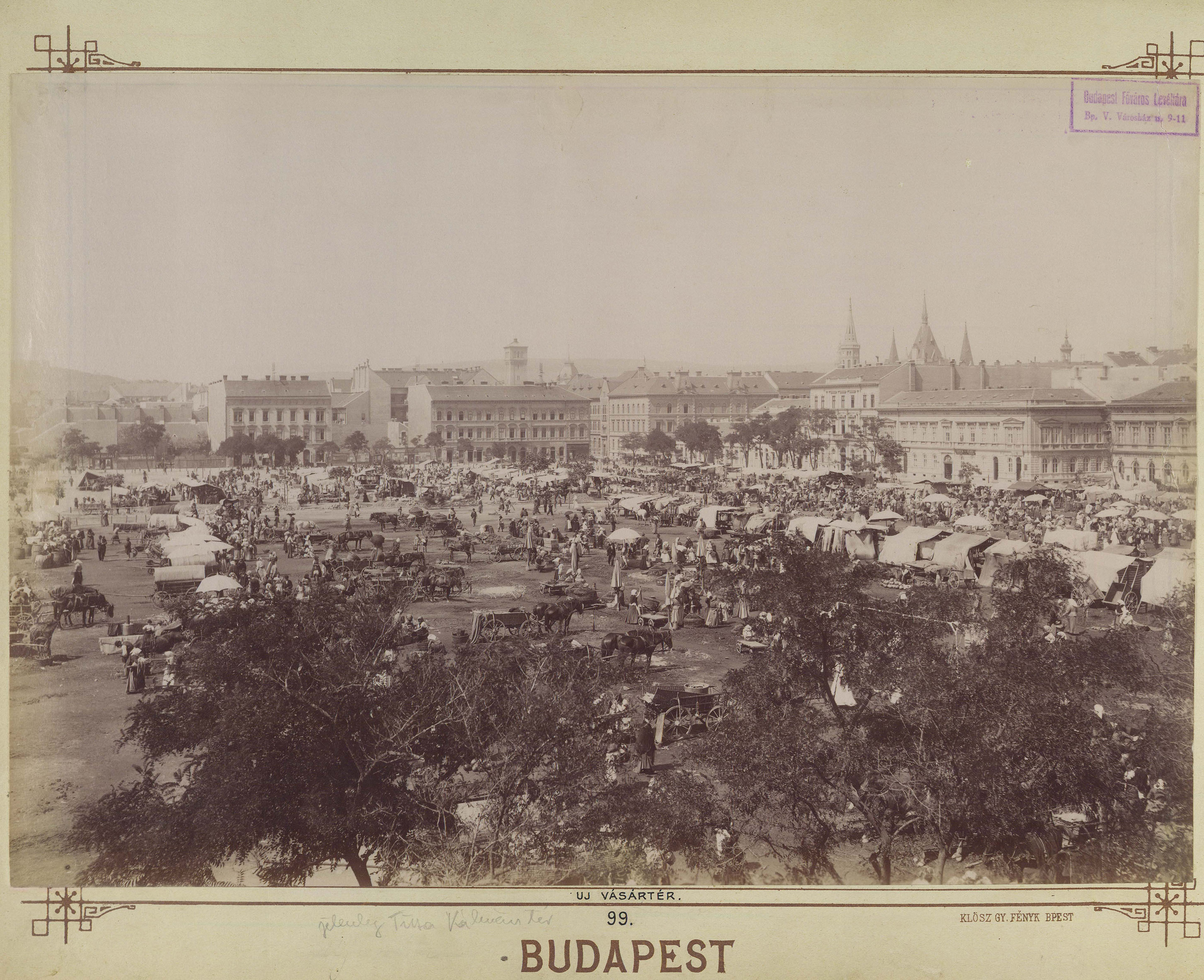
A terület a millennium idején, vásártérként
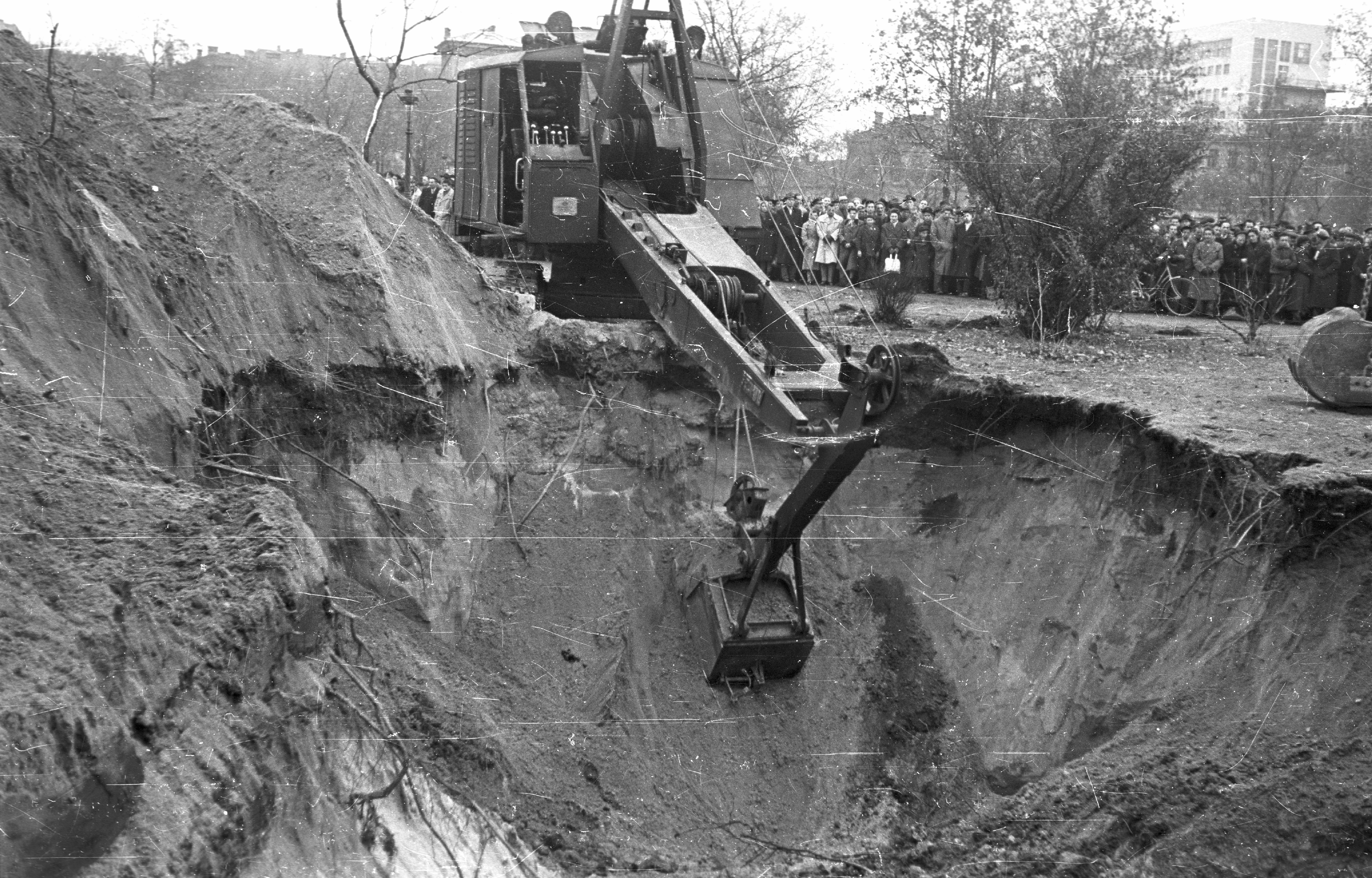
A feltételezett kazamaták keresése 1956-ban
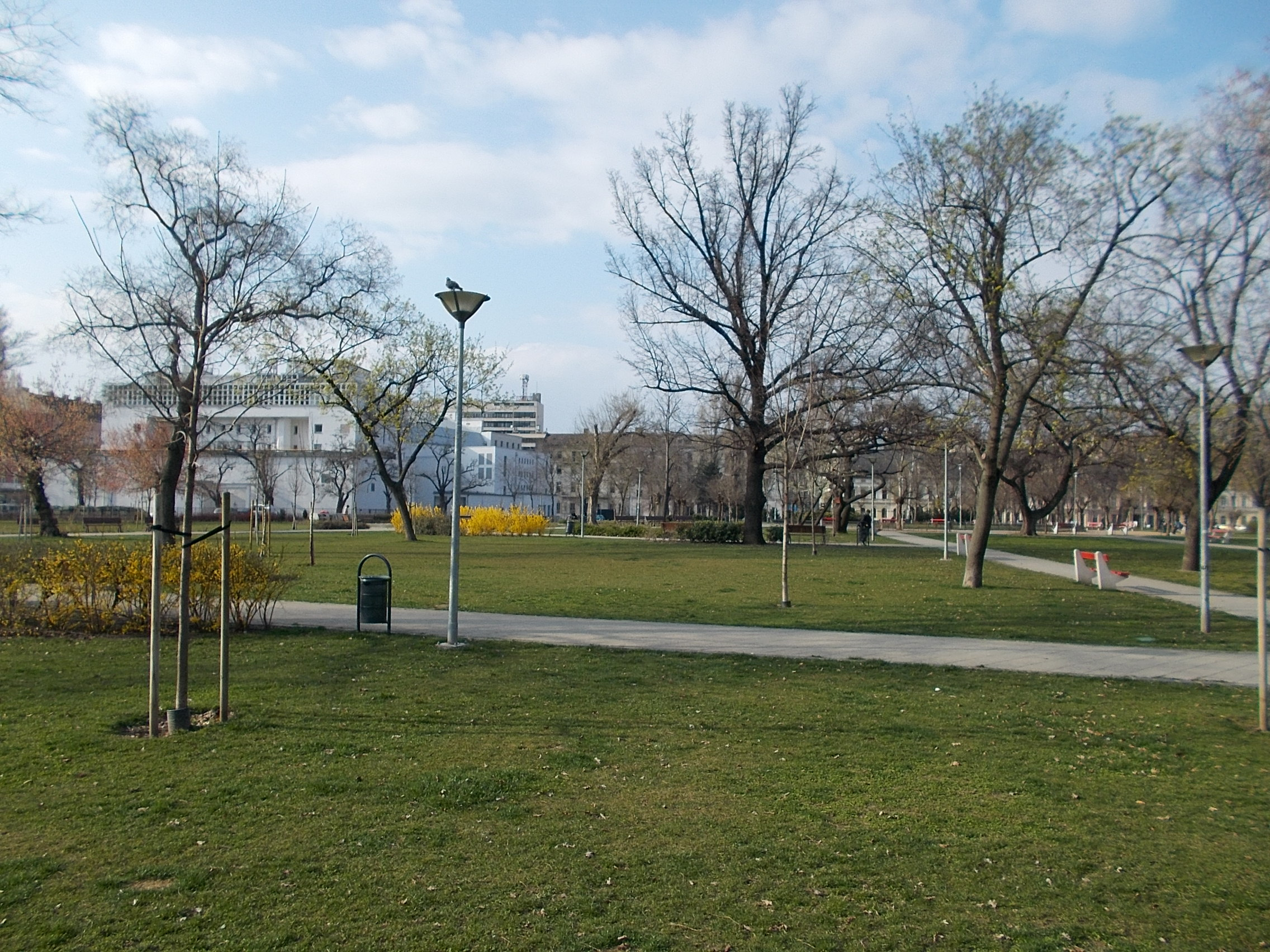
A parkosított tér 2016-ban, balra a háttérben az Erkel Színház